# مک دنو (جورجیا)
مک دنو، جورجیا (به انگلیسی: McDonough, Georgia) یک شهر در ایالات متحده آمریکا با جمعیت ۲۲٬۰۸۴ نفر است که در جورجیا واقع شده‌است.

## موقعیت جغرافیایی
موقعیت جغرافیایی شهرها و مناطق اطراف به شرح زیر است: